# Nagydraskóc
Nagydraskóc (szlovákul Veľké Držkovce) község Szlovákiában, a Trencséni kerületben, a Báni járásban. Alsó- és Felsődraskóc, valamint Csuklász közös közigazgatási egysége.

## Fekvése
Bántól 8 km-re nyugatra található.

## Története
A falu területe 1232-ben Dezső fia Fülöp birtoka volt. A települést 1400-ban említik „Dersk” alakban először.
Draskóc először a 15. században jelenik meg két külön faluként. Alsódraskócot 1426-ban „Also Dersk” néven említik először. 1515-ben Felsődraskóc „Felsew Derskfalva” néven tűnik fel. Csuklászt pedig 1352-ben „Chuklaz” néven említik. A trianoni békéig mindhárom falu Trencsén vármegye Báni járásához tartozott.
A három települést 1976-ban egyesítették Nagydraskóc néven.

## Népessége
| Év:            | 1994. | 2004.    | 2014.   | 2024.   |
| -------------- | ----- | -------- | ------- | ------- |
| Emberek száma: | 586   | 670      | 653     | 637     |
| Eltérés:       |       | +14,33 % | -2,53 % | -2,45 % |

| Év:            | 2023. | 2024.   |
| -------------- | ----- | ------- |
| Emberek száma: | 654   | 637     |
| Eltérés:       |       | -2,59 % |

1910-ben Alsódraskócnak 251, Felsődraskócnak 72, Csuklásznak 198, túlnyomórészt szlovák anyanyelvű lakosa volt.
2001-ben Nagydraskóc 672 lakosából 667 szlovák volt.
2011-ben Nagydraskóc 633 lakosából 619 szlovák volt.

## Nevezetességei
- Alsódraskóc Szent Cirill és Metód tiszteletére szentelt római katolikus temploma 1931-ben épült.
- Műemlék az egykori jegyzői ház.
- Felsődraskóc 1900-ban épített kápolnája.
- Csuklász falu haranglába.

## Neves emberek
- Alsódraskócon született 1875-ben Dr. Karol Kmeťko nyitrai püspök.

## Lásd még
- Alsódraskóc
- Felsődraskóc
- Csuklász